# Южный Парк
«Ю́жный Парк», «Са́ут-Парк», «Са́ус-Парк» (англ. South Park, МФА: [saʊθ pɑːɹk]) — американский комедийный мультсериал, созданный Треем Паркером и Мэттом Стоуном, выпускаемый кабельным телеканалом Comedy Central с 1997 года; второй по длительности (после «Симпсонов») анимационный сериал в истории американского телевидения.
Основу сюжета составляют приключения четырёх мальчиков и их друзей, живущих в маленьком городке Южный Парк, штат Колорадо. Сериал высмеивает недостатки американской культуры и текущие мировые события, а также подвергает критике множество глубоких убеждений и табу посредством пародии и чёрного юмора. «Южный Парк» выходит поздно вечером и позиционируется как мультфильм для взрослых.
Шоу славится своим освещением текущих мировых событий. Работа над каждой серией ведётся в 2 этапа: на первом авторы придумывают общую концепцию и сюжет, а на втором — менее чем за неделю до премьерного показа — дорабатывают их деталями, что позволяет быстро реагировать на новости.
В России показ мультсериала проходит на телеканалах Paramount Comedy, 2x2 и «MTV Россия». Первые 2 сезона и полнометражный фильм «Южный Парк: Большой, длинный, необрезанный» перевёл Дмитрий «Goblin» Пучков. Впервые демонстрацию мультсериала в России начал телеканал REN TV, где он изначально выходил под названием «Стрёмный городок Саус Парк» — для этих серий было выполнено профессиональное озвучивание по заказу телеканала, текст читали актёры: Александр Клюквин и Людмила Гнилова, позже для телеканала «MTV Россия» было сделано новое озвучивание «Южного Парка», для которой дуэтом работали «голоса телеканала» — Евгений Рыбов и Мария Трындяйкина, и до сих пор мультсериал выходит с данным озвучиванием. На территории Украины мультсериал первоначально выходил на музыкальном телеканале Enter Music в записи с «MTV Россия», через несколько лет был озвучен на украинском языке по заказу телеканалов «MTV Украина», QTV, НЛО TV и Paramount Comedy. В Беларуси выходил на телеканале СТВ.

## История

### Начало
История сериала начинается в 1992 году, когда 2 студента Университета Колорадо, Паркер и Стоун, создали короткометражный мультфильм «Иисус против Фрости». В этом довольно грубо сделанном фильме участвовали прототипы будущих мальчиков из South Park, причём, в противоположность позднейшим мультфильмам, будущего Картмана звали Кенни, хотя присутствовал и прототип будущего Кенни Маккормика, мальчик в оранжевой парке. 2 практически идентично выглядящих мальчика стали прототипами будущих Стэна и Кайла. Сюжет мультфильма — четверо ребят надевают на снеговика волшебную шляпу, тот оживает и пытается их убить. Двое из героев погибают, причём по поводу одного из них звучит ставшая знаменитой фраза: «Они убили Кенни!».
Управляющие Fox Broadcasting Company видели этот фильм, и в 1995 году Брайан Грэден поручил Паркеру и Стоуну создать вторую короткометражку, для того, чтобы разослать её друзьям в качестве рождественской видеооткрытки. Мультфильм под названием «Дух Рождества. Иисус против Санты» был уже ближе к стилистике будущего сериала, идея которого, однако, ещё даже не зародилась; персонажи выглядели и говорили так же, как в первых сериях собственно «Южного парка». Эпизод содержал сцены рукопашной дуэли между Иисусом и Санта-Клаусом за право «руководить» Рождеством. Позже этот короткометражный фильм был использован в шоу, в эпизоде «Очень дерьмовое Рождество». Видеофрагмент быстро стал хитом и получил широкое распространение, в том числе через Интернет; в частности, он очень понравился Джорджу Клуни. Это привело к обсуждению идеи о создании сериала — сначала с Fox, затем с Comedy Central, где 13 августа 1997 года и состоялась премьера.
Первая серия называлась «Картман и анальный зонд», и её премьера состоялась 13 августа 1997 года. Она была переделана из пилотной серии, вышедшей позже на DVD. В этом эпизоде уже появился целый ряд персонажей, в будущем ставших в сериале постоянными (помимо главных героев, это Шеф, мисс Крабтри, мистер Гаррисон, офицер Барбреди), а также многие характерные детали (смерть Кенни, Стэн, блюющий при виде Венди, песня Шефа о женщинах). Поначалу Паркер и Стоун рассчитывали, что сделают около шести эпизодов. Вплоть до смены заставки в четвёртом сезоне в заставке оставались кадры из «Духа Рождества». С самого начала в каждом эпизоде сериала стали, пусть вскользь, пародировать всевозможные фильмы, книги, телешоу; постоянные пародийные моменты являются отличительной особенностью «Южного парка» вплоть до настоящего момента.
Музыкальную тему для сериала написала американская группа Primus: Стоун и Паркер являются большими фанатами группы, и они выслали Лесу Клэйпулу письмо с просьбой написать тему вместе с копией «Духа Рождества». Позже «Primus» появились в эпизоде «Шефская помощь», а в серии «Guitar Queer-o» звучит их песня «John the Fisherman».

### Выход полнометражного фильма

Постер фильма «Южный Парк: Большой, длинный, необрезанный»

В 1999 году вышел полнометражный анимационный фильм «Южный Парк: Большой, длинный, необрезанный» (англ. South Park: Bigger, Longer & Uncut). Фильм стал результатом примерно годовой работы. Первоначальным названием фильма должно было стать «South Park: All Hell Breaks Loose», но, согласно Паркеру и Стоуну, Американская ассоциация кино воспротивилась слову «hell» — «ад» — в названии и заставила сменить его на двусмысленное, но на первый взгляд более безобидное. В дальнейшем представители Ассоциации опровергали достоверность этой информации.
В итоге картина сочетала в себе элементы мюзикла (в фильме активно пародируются диснеевские мюзиклы), политической сатиры и чёрного, непристойного и злого юмора (он получил жёсткий рейтинг R из-за большого количества насилия, обсценной лексики и непристойностей). Сюжет фильма крутится вокруг запрета родителями Саут-Парка фильма Терренса и Филлипа и нарастанием ненависти американцев к Канаде, а также вокруг попыток Сатаны и Саддама Хусейна захватить мир. В озвучивании фильма в качестве камео приняли участие Эрик Айдл, Джордж Клуни, Минни Драйвер, Дэйв Фоли и Майк Джадж (последний озвучил голос Кенни без капюшона). Кроме того, в финальных титрах было отмечено, что Саддам Хусейн озвучил себя сам (1:17:36).
Фильм был встречен множеством положительных отзывов критиков, он получил рейтинг 81 % на ресурсе Rotten Tomatoes как качественный и интересный образец политической сатиры, ему дали оценку в 4 балла обозреватели газеты The Globe and Mail, отметив, что фильм настолько «чрезмерен» во всём, что в итоге заставляет забыть о каких-либо концепциях плохого вкуса и оказывается совершенно замечательным. Известно, что знаменитый автор мюзиклов Стивен Сондхейм назвал «Большого, длинного и необрезанного» лучшим мюзиклом, который он увидел за последние 15 лет. Одна из прозвучавших в фильме песен, «Blame Canada», была номинирована на «Оскар»; фильм получил награды критиков Лос-Анджелеса и Нью-Йорка, кинонаграду MTV за песню «Uncle Fucka», награды Ассоциации кинокритиков Чикаго и Онлайн-сообщества кинокритиков за лучший саундтрек. В 2002 году Американский институт киноискусства номинировал фильм для включения в свой список величайших американских мюзиклов; «Большой, длинный и необрезанный» занял 4 место в списке 50 величайших комедий канала Channel 4 в 2006 году, 13 место в списке величайших комедий по результатам голосования читателей Total Film в 2000 году, 166 место в списке величайших фильмов всех времён по результатам голосования читателей журнала Empire в 2006 году. Несмотря на критический успех, кассовые сборы фильма оказались достаточно скромными: он собрал в прокате 53,8 миллиона долларов и не повторил кассового успеха некоторых других анимационных полнометражных фильмов Paramount Pictures.
В 2002 году фильм был включён в Книгу рекордов Гиннесса как «Анимационный фильм с наибольшим использованием ненормативной лексики» — в фильме звучит 399 нецензурных слов, включая 146 «fuck» и 79 «shit», а также имеет место 221 акт насилия.

### Развитие
Начиная с четвёртого-пятого сезонов, сериал претерпел определённые изменения. Ранние эпизоды основывались на шокирующем, часто абсурдистском юморе с сильным влиянием Монти Пайтона; на формирование стилистики шоу существенно повлиял британский юмор в целом. Постепенно поменялись и персонажи, и общая стилистика. Так, эпизод «Скотт Тенорман должен умереть», который создатели называли поворотным моментом в истории сериала, впервые показал, что один из главных героев, Эрик Картман, — не просто противный ребёнок, но один из чудовищнейших детей на планете. В сериале всё острее стали подниматься социальные и культурные проблемы, затрагивалась тематика терроризма («Мультипликационные войны»), иммиграции («Goobacks»), однополых браков («Следи за яйцом!»), инцидента с Терри Шайво («Лучшие друзья навсегда») и многие другие.
В эпизоде «Большая общественная проблема» шоу South Park побило рекорд по ругательствам: слово «shit» (дерьмо) было произнесено 162 раза. За 22-минутный эпизод это слово произносилось в среднем каждые 8 секунд, и на экране даже был счётчик, показывающий, сколько раз это слово было произнесено.
В шестом сезоне (2002 год), в эпизоде «Это уже было в „Симпсонах“», «Южный Парк» отдал своего рода дань анимационному сериалу, оказавшему на него несомненное влияние, — «Симпсонам». В этом же сезоне вышла серия «Даёшь шляпу», в которой создатели подняли проблему ремастеринга классических голливудских фильмов: после анонса обновлённого издания «Инопланетянина» Кайл высказался по телевидению о том, что ужаснее этого — только ремастеринг фильма «Индиана Джонс: В поисках утраченного ковчега». Стивен Спилберг и Джордж Лукас загораются этой идеей, и в итоге оказываются наказанными. Вскоре после выхода этой серии реальные Спилберг и Лукас объявили, что отказываются от планировавшейся идеи выпустить на DVD ремастеринг первого «Индианы Джонса». Паркер и Стоун в шутку сказали, что именно эпизод послужил причиной того, что изменения не были внесены. Доподлинно известно, что они получили письмо от Спилберга по поводу эпизода; по их мнению, он, хотя и написал, что оценил шутку, на самом деле вовсе её не оценил.
Серия 9 сезона «Лучшие друзья навсегда» стала первой в сериале, получившей награду «Эмми». Вторая была получена в 2007 году за серию «Занимайтесь любовью, а не Warcraft’ом», третья — за «Воображляндию», четвёртая — за «Маргаритавилль».
В 2007 году в рамках 11 сезона вышла первая в сериале трилогия, «Воображляндия» — эпизод I, эпизод II, эпизод III. Первоначально этот тройной эпизод задумывался как второй в истории «Южного парка» полнометражный фильм, хотя ещё в 2006 году Мэтт Стоун упомянул о малореальности выхода нового полнометражного фильма. Хотя эпизоды и вышли отдельно, в марте 2008 года вышел DVD «Воображеньелэнд: Фильм» (англ. Imaginationland: The Movie) — режиссёрская версия трилогии в формате полнометражного фильма без цензуры и с дополнительными материалами. Одиннадцатый сезон сериала стал крупным успехом, достигнув крайне высоких рейтинговых показателей — самых высоких среди мужчин 18—24 лет с 1998 года и среди 18—49 лет с 2000 года; крупными рейтинги стали не только в сравнении с предыдущими сезонами, но и на фоне других программ кабельного телевидения за год.
26 августа 2007 года стало известно о продлении Стоуном и Паркером договора с каналом Comedy Central; по заключённому соглашению, новые эпизоды «Южного парка» предполагалось выпускать как минимум до 2011 года.
В конце 2007 года Comedy Central анонсировал, что в планах размещение эпизодов сериала онлайн для свободного скачивания; согласно комментариям к этой новости, это является ответной реакцией на «пиратское» выкладывание эпизодов сериала в Интернете, а также дополнительным способом привлечь интерес к шоу и сопутствующим ему товарам. Это действительно произошло в марте 2008 года; эпизоды были размещены онлайн на официальном сайте сериала, South Park Studios.
3 ноября 2011 года мультсериал «Южный Парк» был продлён на 20 сезон, запланированный на осень 2016 года. Показ 20 сезона стартовал 14 сентября 2016 года. Как и в случае с 17-19 сезонами, 20 сезон будет состоять из 10 эпизодов.
8 июля 2015 года мультсериал «Южный Парк» был продлён ещё на 3 сезона — до конца 2019 года.
Трей Паркер и Мэтт Стоун высказали заинтересованность в продолжении мультсериала до тех пор, пока Comedy Central его не отменит.

## Персонажи
Главными героями мультсериала являются пятеро учеников американской начальной школы. До четвёртого сезона они учились в третьем классе, начиная с эпизода «Четвёртый класс» и до настоящего времени — в четвёртом:

### Эрик Теодор Картман
Прототипом этого героя стал Арчи Банкер (англ. Archie Bunker), вымышленный персонаж некогда популярного в США комедийного сериала «Все в семье». Эрик часто является зачинщиком конфликта и задаёт проблематику серии. Он вульгарен, агрессивен, имеет нездоровые садистские наклонности, нетерпим ко всему чуждому, избалован, груб, враждебен и страдает ожирением. Он расист, поэтому постоянно оскорбляет Кайла за то, что он еврей и считает Гитлера своим кумиром (его имя очень похоже на имя лучшего воздушного аса Третьего рейха — Эриха Хартманна). Иногда он смеётся над Кенни из-за его бедности. В то же время, его показные и социопатические манеры часто играют с ним злую шутку, настраивая против него окружающих. Во многих частях Картман открыто противостоит остальным трём персонажам. Тем не менее, Картман не раз демонстрирует свои сверхъестественные способности к ведению бизнеса и лидерству: он с лёгкостью зарабатывает деньги или склоняет других героев (как детей, так и взрослых) к действиям, которые помогли бы ему добиться собственных целей. Однако у него много комплексов: например, Эрик объясняет свой избыточный вес «широкими костями» и крепким телосложением, так как именно это сказала ему мама. Единственный антигерой из всей четвёрки ребят, он, однако, с самого первого сезона привлекает к себе большее внимание зрителей, чем оставшаяся троица. Несмотря на то, что альтер эго Паркера и Стоуна в сериале являются Стэн и Кайл, оба создателя шоу в значительной степени идентифицируют себя и с Картманом. Картман вошёл в список телеканала VH1 «Величайшие иконы поп-культуры», в 2002 году он занял десятую позицию в списке «50 величайших персонажей мультфильмов всех времён» по версии TV Guide, а в 2005 году попал в список канала Bravo TV «100 величайших персонажей телевидения».

### Стэнли (Стэн) Марш
Иногда Стэн способен поступить не подумав или не очень хорошо, но, как правило, он добродушный и трезвомыслящий человек. Обычно пытается выйти из скандальных ситуаций путём поиска логически верного решения. Стэн является резонёром и часто подводит итог или произносит мораль всей серии; для своего возраста он обладает очень глубокими мнениями по многим вопросам. Стэн живёт вместе с мамой, папой, сестрой и дедушкой. Дедушка (Марвин Марш) обычно ошибочно называет Стэна именем «Билли», как в своё время Марвина называл его собственный дед; его семья часто используется как пример архетипичной американской семьи. Стэн во многом похож на озвучивающего его Трея Паркера: отца, мать и сестру Стэна зовут так же, как отца, мать и сестру Трея Паркера — Рэнди, Шерон и Шелли; отец Трея — геолог, как и Рэнди Марш.

### Кайл Брофловски
Чувствительный скептик, временами самодовольный и поддающийся влиянию, но всегда искренне пытающийся извлечь урок. По происхождению — еврей. Как и Стэн, Кайл часто даёт разумную оценку ненормальному поведению окружающих их взрослых, хотя и более эмоциональную и субъективную. Кайл, в отличие от Эрика Картмана, всегда раздумывает над своими поступками и пытается исправить свои ошибки; он очень бережно относится к дорогим себе людям — друзьям, родителям, брату. Кайл во многом похож на озвучивающего его Мэтта Стоуна — тот назвал родителей Кайла в честь своих родителей, у них одинаковый цвет волос, Мэтт, как и герой мультфильма, является евреем по национальности. Однако, в отличие от героя, по своим духовным убеждениям Мэтт — агностик.

### Кеннет (Кенни) Маккормик
Выходец из чрезвычайно неблагополучной и бедной семьи. Речь персонажа плохо различима, поскольку он носит плотный, прилегающий к лицу капюшон (тем не менее, все его фразы действительно несут смысловую нагрузку, и все жители Саут-Парка их понимают). Капюшон также затрудняет возможность увидеть лицо Кенни — обычно видны только глаза; однако, известно несколько эпизодов, где он также снимает капюшон. Самое известное появление Кенни без капюшона — финал полнометражного фильма «Большой, длинный и необрезанный».
В течение первых пяти сезонов Кенни выступает в роли извечной жертвы, которую убивают множеством способов. Это происходит из серии в серию; за редкими исключениями, обычно смерть Кенни сопровождается репликами Стэна «О боже мой! Они убили Кенни!» — «Сволочи!» (англ. Oh my God! They killed Kenny! — You bastards!). Причина постоянных воскрешений Кенни раскрывается в одной из серий — его родители каждый эпизод рождают сына и он возрождается, с таким же возрастом. В конце пятого сезона Кенни погибает «по-настоящему», поэтому на протяжении 6 сезона друзьям приходится искать ему замену: сначала в лице Баттерса, а затем — Твика. Кенни вновь становится одним из главных героев в конце последней серии шестого сезона «Убить Санта-Клауса», и время от времени по-прежнему погибает. Тем не менее, многие отмечают, что роль персонажа в поздних сезонах сериала уменьшилась.

### Леопольд Стотч (Баттерс)
Заменял Кенни первую треть шестого сезона мультсериала. В конце шестого сезона Кенни вновь вернулся к неразлучной четвёртке, тем не менее Баттерс остаётся значимым персонажем. Создатели сериала — Трей Паркер и Мэтт Стоун выдвигают этого персонажа в тройку самых удачных и любимых героев. Простодушный, легко поддающийся влиянию и закрепощённый, но в то же время ироничный и даже проницательный оптимист. Властные и деспотичные родители часто жестоко наказывают его; в других вопросах ему также всегда не везёт. Баттерс — личность во многом творческая: он поёт, танцует, рисует. Хотя и здесь проявляется его невезение — так, он убил несколько человек на чемпионате по чечётке, когда с его ноги слетел ботинок. «Второе Я» Баттерса — профессор Хаос, образ, напоминающий о знаменитом суперзлодее комиксов докторе Думе; этот «суперзлодей», по мнению самого Баттерса, всюду сеет беспорядок и смятение. Характер героя списан с режиссёра-аниматора мультфильма, Эрика Стофа (в эпизоде «Очень дерьмовое Рождество» Баттерс выступает художником-постановщиком мультфильма, который снимают герои). Впервые Баттерс появился в самом первом эпизоде, «Картман и анальный зонд», но первую реплику произнёс лишь во втором сезоне. Первая серия, где Баттерс играет значительную роль — «Два голых парня в горячей ванне».

## Место действия
Большая часть событий сериала происходит в вымышленном городе Саут-Парк, Колорадо. Основой для «сериального» Саут-Парка послужил город Фэрплей, Колорадо, а также те города Колорадо, где выросли Паркер и Стоун. Хотя название Саут-Парк носят целый ряд городов в США, Саут-Парк-Сити, действительно находящийся в штате Колорадо, является музеем под открытым небом, расположенным в городе Фэрплей и представляющий реконструкцию шахтёрского городка 1880-x годов. Об истории Саут-Парка в сериале говорится немного, однако из серии «Шеф теряет терпение» можно узнать, что его флагом до недавнего времени являлся рисунок с четырьмя белыми фигурками, линчующими чёрную (в этой серии его меняют, разрисовывая фигурки разными цветами ради соблюдения политкорректности). За редкими исключениями, в Саут-Парке всегда снежно. В эпизоде «Сдохни, хиппи, сдохни» можно увидеть карту Саут-Парка. Известно, что недалеко от Саут-Парка (в дословном переводе «Южного парка») также находятся Миддл-Парк («Средний парк») и Норт-Парк («Северный парк»); эти города упоминаются в нескольких эпизодах. Названия городов соответствуют названиям трёх высокогорных долин, расположенных в окрестностях Денвера — Норт-Парк, Миддл-Парк и Саут-Парк, в последней расположен город Фэрплэй.
Среди многочисленных объектов города — больница «Путёвка в ад», автобусная остановка, на которой часто общаются главные герои, парк развлечений, Старков пруд, который дети используют как каток. Во многих сериях действие происходит в Начальной школе Саут-Парка, где учатся главные герои.

## Производство сериала

### Создатели и актёры

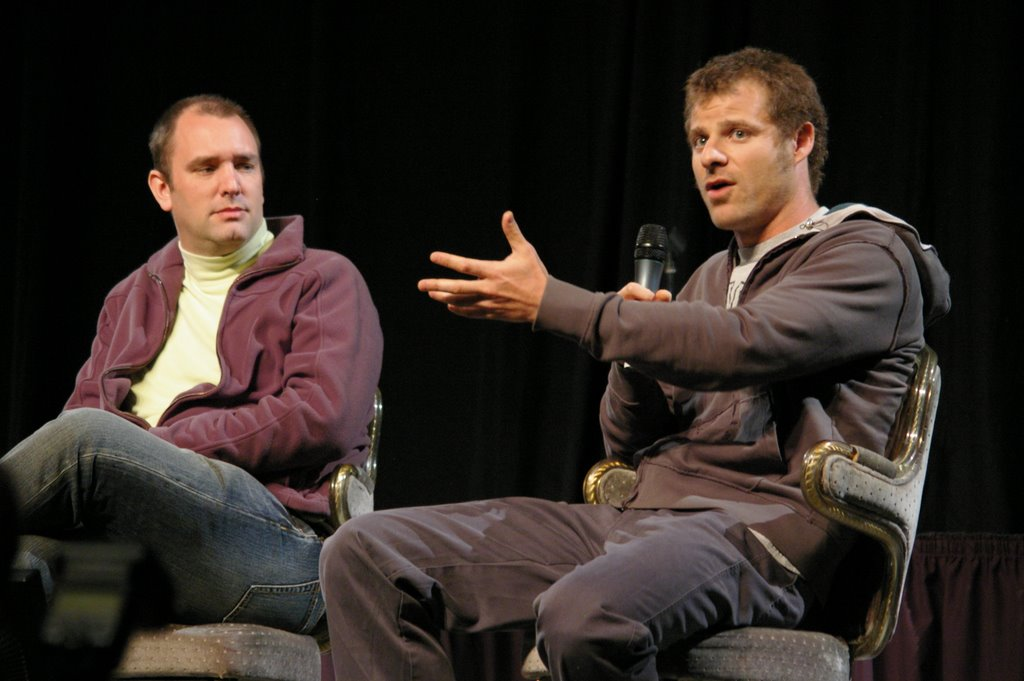
Трей Паркер и Мэтт Стоун в 2007 году

С момента начала сериала и до настоящего момента непосредственной работой над сериалом занимаются двое его создателей Трей Паркер и Мэтт Стоун. Как правило, за исключением первых сезонов, в качестве сценариста и режиссёра в титрах указан Паркер (хотя есть и исключения — так, режиссёром известного эпизода «Скотт Тенорман должен умереть» указан бессменный режиссёр-аниматор сериала Эрик Стоф).
Стоун и Паркер сами озвучивают большинство персонажей, причём главные герои разделены между ними поровну (Трей Паркер озвучивает Картмана и Стэна, а Мэтт Стоун — Кайла и Баттерса (а также мычание Кенни), однако Паркер занят озвучиванием преобладающего количества второстепенных и односерийных героев. До 1999 года озвучиванием всех женских персонажей (кроме Биби Стивенс) занималась актриса Мэри Кей Бергман; 11 ноября 1999 года, через 4 месяца после премьеры South Park: Bigger, Longer & Uncut в кинотеатрах США, она покончила жизнь самоубийством в своём доме в Лос-Анджелесе. (Серия «Алый знак веселья» стала первой, вышедшей после её смерти.) После смерти Бергман женских персонажей озвучивала Элиза Шнайдер, а с 2003 года и до настоящего времени — Эйприл Стюарт и Мона Маршалл (последняя из основных героев озвучивает только Линду и Шейлу).
Некоторые персонажи были озвучены специально приглашёнными актёрами, в числе которых были Эдриен Бирд (Токен Блэк), Вернон Четмэн (Полотенчик), Дженнифер Хоуэлл (Биби Стивенс) и Джон Хэнсен (Мистер Мазохист). Все эти люди также заняты в работе над проектом. До своего ухода из шоу Шефа озвучивал Айзек Хейз, причём часто связь между ним и режиссёром осуществлялась по телефону из другого города. В шоу неоднократно принимали участие специально приглашённые звёзды: красавицу-учительницу в серии «Ринопластическая клиника Тома» озвучила Наташа Хенстридж, руководительницу детского хора в эпизоде «Джунгли-Шмунгли» — Дженнифер Энистон, сами себя озвучивали для сериала Korn, Radiohead, Роберт Смит. Для серии «Пип» снялся «живьём» в роли рассказчика Малькольм Макдауэлл. Кроме того, партнёры Паркера и Стоуна по их первым фильмам («Каннибал», «Оргазмо») — Дайан Бахар, Джейсон МакХьюг, Тодди Уолтерс — периодически озвучивают в сериале небольшие роли. Одной из самых своеобразных приглашённых звёзд сериала стал Джордж Клуни, озвучивший пса Стэна Спарки; это стало насмешкой создателей сериала над принципом «приглашённой звезды» — заставить популярного актёра потявкать за пса-гея. Кроме того, в двух эпизодах сериала комик Джей Лено озвучил мяуканье кошки Картмана Китти.

### Создание эпизода
Как правило, работа над новым эпизодом в самой предварительной стадии может начаться за 2—3 недели до выпуска эпизода, однако часто выходит так, что идея приходит в самый последний момент. Для сравнения, один эпизод «Симпсонов» создаётся в среднем за 6 месяцев, в то время как создание серии «Южного парка» обычно занимает 6 дней, а некоторые серии, например, «ШИКАРН-О» и «Рождество у лесных тварей», были сделаны всего за 3-4 дня. Часто возникающая ситуация с долгой нехваткой идей спародирована самими создателями в серии «В погоне за рейтингами», значительную часть которого занимают размышления мальчиков над темой для своего телешоу. В результате такой скорости сериал быстро реагирует на новости: например, в эпизоде «Школьный портфель» был спародирован произошедший накануне перед премьерой скандал на президентских выборах, а в серии «Рождество в Канаде» был спародирован арест Саддама Хусейна, произошедший 13 декабря (эпизод вышел 17 декабря). Единственным исключением являются серии с нестандартной анимацией — так, работа над эпизодом «Славные времена с оружием», в котором были использованы элементы аниме, заняла около трёх недель, а над «Внушительными буферами», в которых использовались сложные 3D-модели — 8 недель.
Работа над серией обычно начинается с того, что создатели и авторы шоу пишут собственно сценарий серии; над этим работают Паркер, Стоун и специальная группа сценаристов, хотя окончательный вариант, как правило, пишет Трей Паркер. Сценарий нередко рождается в последний момент и не из темы, которой он будет посвящён, а просто из какой-то смешной ситуации (например, из идеи о том, что мальчики могут перепутать китайскую мафию с агентством талантов, родилась серия «Винг»). Затем начинается препродакшен, то есть уточнение сценария со всеми участниками процесса и разработка новых персонажей и ландшафтов. Далее происходит долгая прорисовка предварительных рисованных набросков к эпизоду; параллельно с этим идёт прорисовка персонажей, для которой используется программа CorelDRAW (а также изредка Adobe Illustrator); сами участники процесса называют эти прорисовки «корелами» (англ. corels), и они должны быть утверждены Треем Паркером. После окончания создания заготовок они попадают к ассистенту редактора, который сканирует рисованные наброски; в компьютерном виде ими занимается главный редактор. Редакторы выверяют каждый кадр и приводят их в соответствие с течением времени в серии.

Рисованная заготовка к эпизоду «Каса-Бонита»

На этом этапе начинается анимация. Аниматоры обрабатывают уже отсмотренные редактором заготовки, синхронизируют их с записанной речью персонажей и дают обработанную версию, записанную на VHS. Режиссёр-аниматор обрабатывает полученный материал, проводя ещё одну коррекцию и делая существенные пометки для аниматоров. Каждый кадр заносится в базу и проходит ещё одну редакцию со стороны технических редакторов, после чего над сценами мультфильма начинают работу аниматоры. Анимация начиная с пятого сезона выполняется в Maya, а в ранних эпизодах использовался Power Animator.
После окончательной обработки и редакции проходит проверочная сессия, на которой Стоун, Паркер и Стоф просматривают каждый кадр, делая пометки и проверяя, не надо ли что-то изменить. Режиссёр вносит последние изменения в серию. Заключительным этапом становится привод эпизода в соответствие с записанными речью и музыкой; Паркер и Стоун вместе с работниками аудиодепартамента приводят в порядок финальный микс эпизода. Весь процесс после написания сценария занимает обычно около четырёх дней.

## Характерные особенности

### Стиль анимации

Саддам Хусейн в серии «Не без моего ануса»

Одна из самых заметных особенностей «Южного парка» — стиль анимации. Как персонажи, так и обстановка сериала намеренно сделаны очень примитивно, как будто всё вырезано ножницами из цветной бумаги. Это связано с тем, что пилотный эпизод действительно изготавливался несколько месяцев с помощью цветной бумаги. Затем сериал перешёл на компьютерную анимацию, но стиль был сохранён, хотя и стал со временем чуть менее грубым. В основе стиля — любимые создателями сериала мультфильмы Терри Гиллиама из «Летающего цирка Монти Пайтона».
В основе персонажа, как правило, находится типичная «болванка» — примитивно прорисованное тело, окружность вместо головы, большие глаза; так, Стэна, Кайла и Кенни можно отличить друг от друга только по головным уборам и цвету волос (это спародировано в серии «Суперлучшие друзья», где герои, обритые наголо и одинаково одетые, сами не понимают, кто есть кто). Это послужило косвенной причиной для появления в Интернете популярных сервисов «Создай своего персонажа South Park». Если у персонажа есть прототип из реальной жизни, иногда вместо рисованного лица используется фотография или несколько, чтобы можно было менять выражения лица. Иногда для дополнительного комического эффекта применяется более сложная анимация. Вместо огня, вырезанного из цветной бумаги, теперь используется реалистичная графика взрывов, что на фоне примитивной графики основного пейзажа создаёт дополнительный юмористический эффект. Иногда с помощью спецэффектов пародируются определённые фильмы, сериалы или целые жанры. Например, серия «Славные времена с оружием» сделана в стиле аниме, серия «Занимайтесь любовью, а не Warcraft’ом» содержит многочисленные ролики из World of Warcraft; кроме того в эпизодах пародировался стиль анимации «Скуби-ду», «Симпсонов», «Гриффинов», мультфильма «Тяжёлый металл». Также встречаются фрагменты с документальными кадрами, например — в сериях «Твик против Крейга», «Кошачья оргия» и «Новая модная вагина мистера Гаррисона».
Примитивная манера анимации в сериале — абсолютно намеренна (использование для подобной анимации редакторов Maya и Corel Draw Паркер и Стоун назвали «постройкой песочного замка бульдозером»); в эпизодах иногда присутствуют самопародии на этот стиль. Известным примером такой самоиронии является качественно выполненный рисунок с изображением всех четырёх героев, который появляется в эпизоде «Освободите Виллзиака»; Шейла, узнав на рисунке своего сына Кайла, отмечает, что «рисунок плохой».

### Время в сериале
Как и в «Симпсонах», ход времени в сериале крайне условен. В первых трёх сезонах все главные герои ходят в третий класс, в «Четвёртый класс» переходят в четвёртый класс. С тех пор они «замирают во времени» и не растут. Герои продолжают учиться в четвёртом классе, хотя с момента перехода туда проходит как минимум 4 Рождества и сменяются 4 президента США. Есть в сериале и другие временные ляпы: к примеру, Рэнди и Шерон Марш, люди в возрасте около 30 лет, в серии «Сдохни, хиппи, сдохни» неожиданно вспоминают о фестивале «Вудсток» 1969 года, а Джимбо Керн и Нед Герблански, также люди среднего возраста, должны быть уже пожилыми, поскольку принимали участие во Вьетнамской войне. Однако в одной из серий есть намёк на то, что они там могли и не быть. Они рассказывали детям неправдоподобные вещи о своём пребывании во Вьетнаме, за что дети получили плохую оценку. Но, несмотря на неправдоподобность, их воспоминания схожи с воспоминаниями других участников вьетнамской войны.

### Стереотипы
Характерной чертой сериала, которую можно наблюдать во многих сериях, является постоянная насмешка над всевозможными стереотипами. Множество персонажей и ситуаций сериала являются гиперболизированными до предела выражениями тех или иных стереотипов, бытующих в Америке или во всём мире. С другой стороны, нередко во вселенной «Южного парка» те или иные примитивные стереотипы (в которые в том числе свято верит Картман) неожиданно оказываются совершенно верными. Сложное, ироничное обыгрывание стереотипов, благодаря которому узнать тот или иной сюжетный поворот практически невозможно, является яркой чертой сериала.
Характерные примеры:

Кайл отдаёт Картману «еврейское золото»

- Стереотипы о евреях. Эрик Картман — ярый антисемит, и он верит всем стереотипам о евреях. Так, в серии «За два дня до послезавтра» он требует у Кайла отдать ему «еврейское золото», которое все евреи якобы носят у себя на груди в мешочке. Кайл возмущается и говорит, что абсурдные стереотипы не соответствуют действительности. Но тот упорствует, и Кайл внезапно отдаёт Эрику еврейское золото в мешочке. После этого Картман утверждает, что евреи всегда носят 2 мешочка, один из которых с фальшивым золотом. Кайл упирается, но после достаёт второй мешочек и выбрасывает его. Другой пример обыгрывания этой темы — появление в эпизоде «Сущность» Кайла Шварца, предельно стереотипного еврея, который прощается с главными героями такими словами: «Вы все полные обсоски. С вас как будто стереотипы писали». В серии «Джунгли-Шмунгли» Картман утверждает что у евреев нет чувства ритма, что отрицает Кайл, но позже путается в танце. Даже Стэн соглашается с тем, что у Кайла нет чувства ритма.
- Стереотипы об афро-американцах. В серии «Тяжёлый христианский рок» Картман, загоревшись идеей собрать христианскую рок-группу, прибегает к Токену и говорит ему, чтобы тот взял в подвале свою бас-гитару. На ответ Токена «У меня нет бас-гитары» Картман говорит: «Ты же чёрный, у тебя в подвале есть бас-гитара». Вскоре Токен приходит к Картману с бас-гитарой, которую нашёл у себя в подвале. Когда Картман просит Токена сыграть бас-партию, тот говорит, что не умеет. «Ты же чёрный, ты умеешь играть на бас-гитаре», — говорит Эрик. «Меня тошнит от твоих стереотипов», — говорит Токен и, пытаясь взять несколько нот, с ходу играет сложную бас-партию.
- Стереотипы об англичанах. Один из героев сериала — Пип — стереотипный англичанин. Он носит галстук-бабочку и обращается к одноклассникам «джентльмены». В серии «Женщина с приросшим эмбрионом» дети доводят Пипа до бешенства, постоянно называя его французом, хотя он их ненавидит. А в серии «Профессор Хаос» Картман, Стэн и Кайл отсеивают кандидатуру Пипа на место лучшего друга (вместо умершего Кенни) после того, как он на бейсболе попросил у разносчика хот-догов чай и булочку.
- Стереотипы о независимом кино. В 1998 году Эрик Картман в эпизоде «Солёные шоколадные яйца Шефа» сказал: «Независимое кино — это такие хипповские фильмы про ковбоев-педиков, жрущих пудинг». (Несмотря на то, что это опровергается Венди, утверждающей, что Картман ничего не понимает, в дальнейшем оказывается, что ковбои-педики с пудингом присутствуют абсолютно во всех независимых фильмах.) Перед премьерой фильма «Горбатая гора» в 2005 году создатели сериала заявили, что подадут в суд на Энга Ли, если ковбои в фильме едят пудинг[14]. Судебного процесса не состоялось — герои фильма в основном едят консервированные бобы.
- Стереотипы о канадцах. Все канадцы в сериале (начиная с появляющегося в эпизоде «Картман и анальный зонд» Айка) изображены значительно грубее, чем американские персонажи. У них маленькие глазки, верхняя половина головы при разговоре дёргается. Примитивность изображения канадцев подчёркивается: так, человек с уродливым лицом изображается точно так же, как любой другой. Намеренная уродливость канадцев по сравнению с обычными персонажами — явная насмешка над американским стереотипом о канадцах как неполноценных людях. В песне «Blame Canada» и антиканадской кампании в фильме «Саус-Парк: Большой, длинный и необрезанный» также заметно издевательство над американскими стереотипами о своих соседях. В FAQ на официальном сайте сериала было сказано, что Стоун и Паркер стараются «изобразить канадцев максимально реалистично»[98]. Однако в 2005 году в чате с фанатами Мэтт Стоун прямо указал, что характерное для сериала изображение канадцев — не более чем сатира[28].
- Стереотипы о японцах. Американский стереотип о бездуховности и «механизированности» японцев находит выражение в эпизоде «Лучшие друзья навсегда», когда один из архангелов Рая напоминает другому, что у японцев нет души. Стереотип о японцах как врагах Америки высмеян в серии «Чинпокомон», когда император Японии со своими помощниками зомбирует детей, чтобы снова атаковать Пёрл-Харбор. В этом же эпизоде высмеивается представление о маленьких пенисах у японцев.
- Стереотипы о китайцах. В серии «Похищение детей — это не смешно» владельца китайского ресторанчика Туонг Лу Кима просят построить городскую стену, так как он — единственный китаец в городе, а у китайцев есть способность строить стены. Китаец возмущён, но тем не менее просьбу выполняет и строит огромную стену, вполне сопоставимую с Великой Китайской. Позже стену всё время рушат монголы, а Туонг Лу Ким защищает её. В серии «Китайская пробрема» Картман решает, что китайцы хотят захватить мир, и они вместе с Баттерсом изображают китайцев, чтобы узнать у одной из китайских семей их планы по захвату мира. Также в серии «Обама победил!» показано, как китайское правительство подкупает Картмана, чтобы он изменил результаты выборов.
- Персонажи: Терренс и Филлип — гиперболизированный стереотипный туалетный юмор; дети-готы — стереотипные готы; Скитер — стереотипный реднек; мистер Мазохист — стереотипный гей; доктор Мефесто — гиперболизированный стереотип сумасшедшего учёного.

### Появление знаменитостей
В сериале довольно часто появляются звёзды шоу-бизнеса, хотя лишь немногие из них (в частности, Radiohead, Korn, Роберт Смит из The Cure) сами себя озвучивают. В большинстве случаев отношение создателей сериала к персонажам знаменитостей предельно издевательское, все их отрицательные черты доведены до максимума; иногда издёвка даже не имеет реальной подоплёки. Характерные примеры:

Пэрис Хилтон в серии «Видеонабор тупой испорченной шлюхи»

- Пэрис Хилтон. В эпизоде «Видеонабор тупой испорченной шлюхи» она открывает в Саут-Парке магазин «Тупая испорченная шлюха», ругается матом и постоянно отхаркивает чью-то сперму. В комментариях на DVD создатели сериала подчеркнули, что обычно высмеивают не конкретную знаменитость, а идею «знаменитости» в принципе, однако в данном случае они имели совершенно конкретное желание — показать, что девочкам нельзя становиться такими, как Пэрис Хилтон[99].
- Салли Струтерс. Известная благодаря телевидению полная женщина, занимающаяся благотворительностью, в эпизоде «Кошмарный Марвин» сама поедает кексы, предназначенные для гуманитарной помощи. В эпизоде «Кошмарный Марвин в космосе» показана в образе гигантского червя Джаббы Хатта из «Звёздных войн».
- Барбра Стрейзанд. Создатели сериала искренне ненавидят Барбру Стрейзанд из-за её самовлюблённости[100] и постоянно издеваются над ней: в эпизоде «Меха-Стрейзанд» она пытается захватить мир в образе огромного годзиллообразного робота-ящера, в эпизоде «Страшная рыбка» её лицо постоянно находится на экране, чтобы зрителю было страшнее, в фильме «Саус-Парк: Большой, длинный и необрезанный» её имя используется как ругательство, а в эпизоде «У Осамы Бин Ладена вонючие штаны» табличка с её фотографией символизирует крайнюю степень глупости.
- Бен Аффлек. В эпизоде «Как питаться с помощью задницы» он оказывается сыном людей с задницами вместо головы, и все осознают, что Бен Аффлек совершенно очевидно также болен этим недугом. В эпизоде «Толстая задница и тупая башка» он влюбляется в руку Картмана, возомнившую себя новой Дженнифер Лопес. Это приводит в бешенство настоящую Дженнифер Лопес, которая устраивает за рукой Картмана охоту, за что в итоге приговаривается к трудотерапии.
- Рассел Кроу. В эпизоде «Ждём новый фильм Терренса и Филлипа» Рассел Кроу показан недоумком, который ведёт собственное шоу, посвящённое избиению людей по всему миру. В частности, Рассел Кроу избивает китайцев, детей и раковых больных. Несмотря на это, Рассел Кроу довольно положительно отозвался о данной пародии[101].
- Мел Гибсон. В эпизоде «Страсти жидовы», когда Стэн и Кенни приезжают к Гибсону домой, он показан психом, который раскрашивает лицо подобно своему герою в фильме «Храброе сердце» и гоняется в одних трусах за мальчиками со смехом сумасшедшего и криками «Пытайте меня!» до самого Саут-Парка. В конце эпизода Кайл, который комплексовал по поводу фильма «Страсти Христовы», произносит «Я что, всё это время мучился из-за фильма этого кретина?»

Как правило, знаменитости никак не реагируют на высмеивание себя в сериале. Тем не менее известно, что Боб Сагет, Дэвид Блейн, Тина Йозерс и Патрик Даффи положительно отозвались о своих «появлениях» в сериале, сочтя это смешным. Известны и противоположные примеры: так, резко отрицательно отозвалась о сериале Барбра Стрейзанд. После показа Саддама Хусейна любовником Сатаны полнометражный фильм был запрещён в Ираке. В одном из самых противоречивых эпизодов сериала, «Застрявший в чулане», Тома Круза долго уговаривают «выйти из чулана» — англ. come out the closet, что является типичным выражением, значащим «признаться в собственной гомосексуальности» (см. каминг-аут). Хотя сам Круз высказывался, что ему нет никакого дела до этих насмешек, долгое время эпизод не показывали повторно, многие связывают это с тем, что телеканал Comedy Central и кинокомпания, в которой сейчас состоит Круз, принадлежат одному владельцу.
Во время выхода 10 сезона шоу удостоилось целого ряда упоминаний в прессе ввиду того, что в серии «Ад на Земле 2006» был показан недавно погибший Стив Ирвин — он появился на вечеринке у Сатаны со скатом, торчащим из груди. Вдова Стива, Терри Ирвин, сочла шутку жестокой и сказала, что, несмотря на чувство юмора, бывшее у её покойного мужа, это зашло слишком далеко. Эпизод подвергся критике в прессе: как образец дурного вкуса его упомянули критики Джон Бейер и Марк Эми. Позже, в качестве развития этого вопроса, Паркер и Стоун вновь упомянули Ирвина в последнем эпизоде сезона, «Кубок Стэнли»: в больнице доктор говорит Стэну, что, если его команда проиграет, мальчик, больной раком, «умрёт быстрее, чем Стив Ирвин в бассейне со скатами», а позже, во время собрания хоккейной команды, в ответ на слова Стэна о том, что соперники не собираются убить их, один из игроков говорит: «То же Стив Ирвин говорил о скатах». Таким образом Паркер и Стоун показали, что считают возможным и дальше комментировать смерть Ирвина.

### «Сегодня я многое понял…»
Одной из самых характерных особенностей сюжета является присутствующее во многих сериях пародийное подведение итогов и извлечение морали, когда Стэн и Кайл говорят другим персонажам: «Сегодня я многое понял» (англ. I learnt something today). В разных сериях этот момент преподносится по-разному: нередко с помощью этого поворота (по крайней мере, в тех случаях, когда после стандартной фразы произносятся действительно серьёзные слова) действительно подводится какая-то мораль и высказываются мысли, принадлежащие Паркеру и Стоуну. В других случаях, однако, это служит просто юмористическим приёмом, когда героям надо добиться каких-то своих целей или отделаться от тех, кто им мешает. Особенно пародийной эта ситуация выглядит в тех редких случаях, когда о том, что он сегодня понял, говорит Эрик Картман.

### Песни

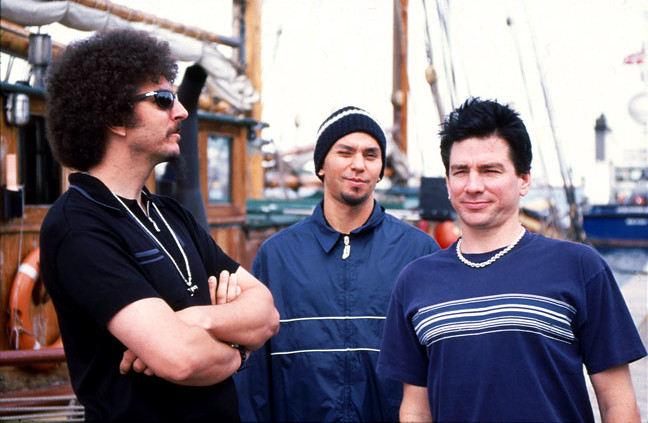
Группа Primus в 1998 году

«Южный Парк» — сериал, насыщенный песнями и музыкой. В ранних сезонах множество пародийных песен исполняется Шефом, в дальнейшем эта роль переходит к другим персонажам — в основном к Картману.
Знаменитой стала написанная Primus заглавная тема к сериалу. 3 раза за историю сериала она была ремикширована, однако, всегда сохранялись одинаковыми слова, которые поют Лес Клэйпул, Стэн, Кайл и Картман. Последний на настоящий момент ремикс представляет собой наложение всё того же вокала на песню «The Les Claypool Frog Brigade» Whamola из альбома Purple Onion; лидером этой группы, как и Primus, является Клэйпул. Другим меняющимся моментом в заглавной является строчка, которую поёт Кенни; к тому же, как и все свои реплики, он мычит её довольно неразборчиво. Тем не менее, на настоящий момент известны 3 из 4 строчек, которые пел Кенни на протяжении сериала. В 6 сезоне, пока Кенни был «совсем» мёртв, за него в заставке пел Тимми, выкрикивая под музыку своё обычное «Тимми-Тимми».
Наиболее «музыкальными» эпизодами сериала являются:
- Фильм «Саус-Парк: большой, длинный и необрезанный». В нём исполняется (считая финальные титры) 16 песен, к фильму был выпущен саундтрек. Среди песен, звучащих в фильме, — «Blame Canada», номинированная на «Оскар», «I’m Super», «La Resistance Medley», «Hell Isn’t Good», «Mountain Town», «Uncle Fucka», «What Would Brian Boitano Do?». Некоторые песни (а также сцены с их исполнением в фильме) очевидно пародируют диснеевские мюзиклы — так, «Mountain Town» напоминает «Belle» из мультфильма «Красавица и Чудовище», «Up There» пародирует одновременно «Out There» из «Горбуна из Нотр-Дама» и «Part of Your World» из «Русалочки», «La Resistance Medley» пародирует две песни из мюзиклов — «One Day More» из Les Miserables и «Tonight» из West Side Story. Одна из самых известных песен саундтрека (и лучшая, по мнению Паркера и Стоуна[111]) — «What Would Brian Boitano Do?»; в её основе лежит пародия на популярную фразу «А что бы сделал Иисус?»[112]. Песня придала немало дополнительной популярности фигуристу Брайану Бойтано: интервью с ним часто содержат отсылки к этой песне[113], а в одном интервью в 2006 году он сказал о песне «Это стало частью моей жизни. Дети, которые не знают, кто я и что я делал на Олимпийских играх, встречают меня и думают, что я крутой, потому что я в South Park»[113].
- Эпизод «Шефская помощь». Для записи песен для этого эпизода, рассказывающего о важной роли Шефа в истории рок-музыки, были приглашены Оззи Осборн, Rancid, Элтон Джон, Devo, System of a Down, Джо Страммер, Master P и многие другие звёзды шоу-бизнеса. Выпущенный на основе этого эпизода альбом Chef Aid: The South Park Album стал первым музыкальным релизом «Южного парка». Одновременно с выпуском альбома на Comedy Central демонстрировался ролик Chef — Behind The Menu, в котором эти и другие знаменитые музыканты говорили о влиянии Шефа на историю музыки.
- Эпизод «Классические рождественские песни от мистера Хэнки». Это полностью музыкальный эпизод, в котором персонажи сериала исполняют рождественские песни. Это как исполнение привычных рождественских стандартов (например, «O Holy Night» со слегка изменёнными словами поёт Картман), так и издевательские пародии (например, циничная «Merry Fucking Christmas» в исполнении мистера Гаррисона). На основе эпизода был выпущен альбом Mr. Hankey’s Christmas Classics.

В первых сезонах шоу почти в каждом эпизоде пел какую-либо песню Шеф; как и его образ в целом, эти песни пародировали стереотипный «чернокожий» соул. С помощью этих песен Шеф пытался в доступной детям форме объяснить жизнь, однако единственной их тематикой всегда оставались женщины. К примеру, в пилотном эпизоде Шеф поёт ставшую его «фирменной» песню «I’m Gonna Make Love To Ya Woman» (с англ. — «Я займусь с тобой любовью, женщина»), когда дети просят его помочь им решить проблему с инопланетянами. Начиная с пятого сезона Шеф поёт песни редко, обычно как часть какой-нибудь шутки (к примеру, в эпизоде «Большая общественная проблема», поддавшись повальной моде на слово «shit», он поёт песенку «Baby, you’re so fine and shit»). Одна песня Шефа, «Chocolate Salty Balls», была выпущена синглом в поддержку альбома «Chef Aid» в 1998 году и заняла первое место в чарте Британии.
В настоящий момент самым «поющим» персонажем сериала является Картман; обычно исполняемые им песни создают ироничный контраст с его поведением и поступками, в них он пытается продемонстрировать свой не имеющий места на самом деле альтруизм и оптимизм. Так, в эпизоде «Убить Санта-Клауса» Картман поёт издевательскую рождественскую песню «Poo Choo Train», чтобы добиться от мистера Хэнки и Санта-Клауса подарков. В серии «Я люблю кантри» Эрик поёт жизнерадостную песню Полы Коул «I Don't Want to Wait», избивая человека до смерти. В эпизоде «Яковозавры» он поёт Стэну, Кайлу и Кенни песню «I hate you guys», («Я ненавижу вас, пацаны»), играя на губной гармошке. В эпизоде «Смерть Эрика Картмана» Картман поёт песенку «Make It Right», когда при участии Баттерса пытается расплатиться за свои грехи; в эпизоде «Рыжие дети» он поёт песню о том, что все должны жить в мире, когда осознаёт, что не является рыжим и должен помешать своему же плану по убийству всех не-рыжих детей. Среди других известных в исполнении Картмана песен — «Heat of the Moment» группы Asia (в серии «Кенни умирает» он поёт её в Сенате США, пытаясь добиться разрешения исследований стволовых клеток), и «Come Sail Away» Styx (в эпизоде «Мамаша Картмана по-прежнему грязная шлюха» выясняется, что услышав начало этой песни, Эрик не может не допеть её до конца, и начинает бешено тараторить слова). На диск Chef Aid вошла полная версия «Come Sail Away» в версии Картмана, и она была названа All Music Guide лучшим треком на диске. Кроме того, Картман трижды вступал в серьёзный музыкальный бизнес — он организовывал бой-бэнд, христианскую рок-группу, а также записал успешный сингл под именем Дженнифер Лопес.
Изредка в сериале случались премьеры новых песен каких-либо артистов. Так, все песни, написанные для «Шефской помощи», были оригинальными, а Rancid даже выпустили «Brad Logan» синглом. В эпизоде «Отличная загадка группы Korn о пиратском призраке» состоялась премьера известного сингла Korn «Falling Away from Me». В эпизоде, который пародировал мультсериал «Скуби-Ду», Korn появлялись в качестве добродушных персонажей, которые помогали детям разгадать загадку о появляющихся в городе призраках. Когда в финале на концерте они начали играть громкую тяжёлую песню, это пародийно контрастировало с предыдущими событиями эпизода.
Авторство большинства песен, исполняемых в сериале (не считая заглавной темы авторства Primus), принадлежит Трею Паркеру, иногда также Марку Шейману; в частности, именно Паркер, а не Айзек Хейз писал песни Шефа. Сопровождающая музыка сочиняется Паркером, Стоуном и Брюсом Хоуэллом. Авторами фоновой музыки к шоу являются Джейми Данлэп и Скотт Николи. Часто печальная фоновая музыка в эпизодах сериала иронически контрастирует с юмористическим содержанием сцены; примером может служить эпизод из серии «Хелен Келлер! Мюзикл», когда Тимми выпускает на волю свою любимую индюшку Габблза.

### Титры
Одной из характерных, узнаваемых особенностей сериала является оформление его начальных титров. В общих чертах внешний вид заставки менялся 4 раза:
- в первой версии поющий песню Лес Клэйпул[121] идёт по городу, мальчики едут в школьном автобусе, а вокруг появляются всевозможные герои и детали из прошлых серий.
- во второй версии, которая появилась с переходом главных героев в четвёртый класс, демонстрируется «создание» трёхмерных моделей героев одновременно с кадрами из эпизодов и псевдорекламными надписями.
- в третьей версии руки Эрика Стофа собирают персонажей из цветной бумаги, после чего идёт нарезка из ярких моментов множества серий. Играет банджо, а Кенни напевает строки, отличные от строк в других версиях. В титрах 6-го сезона его заменяет Тимми.
- в четвёртой версии мальчики исполняют песню, появляясь с различных сторон экрана, при этом на заднем плане демонстрируются одновременно несколько запоминающихся сцен из более ранних эпизодов. Вместо банджо играют электрогитара и ударные.
- в пятой версии мальчики садятся в школьный автобус, который движется по городу, и поют песню из его окон (также, как и в первой версии). Заставка сделана с использованием 3d анимации, звучит песня из 16 сезона. В самом начале заставки демонстрируется могила Кенни на городском кладбище, в конце все 4 героя собираются на крыше школы.

Финальные титры состоят из обычного перечисления создателей сериала (все имена и должности написаны специально созданным для сериала характерным шрифтом, который распространён в Интернете). В качестве фоновой музыки для финальных титров обычно используется инструментальная версия первого, невыпущенного варианта заглавной темы в исполнении Primus; иногда в конце звучит какая-либо музыка, связанная с эпизодом (например, на титрах серии «Тяжёлый христианский рок» можно услышать песню «The Body of Christ» в исполнении христианской рок-группы Картмана, которой посвящена серия).

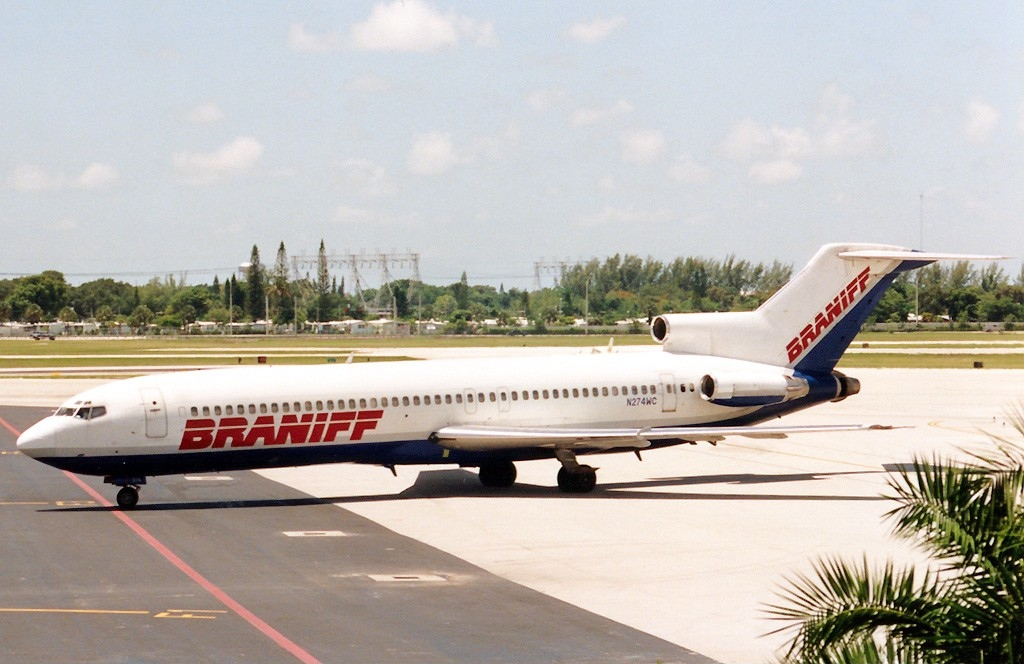
Boeing 727 авиакомпании Braniff

После окончания финальных титров демонстрируется коротенький ролик с Boeing 727 и логотипом авиакомпании «Braniff». Обычно в этом месте в титрах любого сериала находится упоминание о компании-производителе; когда Стоун и Паркер делали пилотный эпизод, они не знали, что туда поставить, и решили в шутку использовать логотип несуществующей сейчас авиакомпании. После выхода шоу с ними связались обладатели прав на логотип и название компании; в итоге было разрешено использовать название «Braniff» в «Южном парке», но запрещено в любом другом будущем проекте. С 2007 года ролик с самолётом был убран. Звучащий в момент показа логотипа джингл — 12 нот из песни «Shpadoinkle» из первого фильма Паркера и Стоуна, «Каннибал! Мюзикл» (это мелодия, с которой поются слова «The sky is blue / and all the leaves are green».

## Спорные темы
Сериал постоянно затрагивает спорные темы и всевозможные табу. Постоянно используется нецензурная лексика, высмеиваются религии и культы, обсуждаются такие проблемы, как сексуальность и глобальное потепление. Стоун и Паркер, по их собственным словам, «оскорбляют всех поровну» — в сериях часто высмеиваются все точки зрения; по их мнению, абсолютно любые вещи могут быть подвергнуты высмеиванию. По словам Тони Фокса, одного из руководителей Comedy Central, «Создатели „Южного парка“ делают „неугодные“ вещи всё время — это их способ смешить людей, а не оскорблять кого-то».

### Проблема цензуры
Цензура — одна из главных тем сериала, постоянно провоцирующего публику. Первый эпизод, затронувший эту тему — «Смерть». В нём мама Кайла организует протест с целью снять с эфира шоу Терренса и Филлипа. Протестующие начинают совершать самоубийства, чтобы добиться запрета шоу. Этот эпизод был последним из шести эпизодов, изначально заказанных каналом Comedy Central; Паркер и Стоун были уверены, что на этом сериал и закончится в связи с многочисленными протестами.
Во второй раз о цензуре шла речь в полнометражном мультфильме «Саус-Парк: Большой, длинный и необрезанный», в котором мама Кайла снова организовала протест против Терренса и Филлипа. На этот раз протест зашёл ещё дальше, Терренс и Филлип были приговорены к казни, а США объявили войну Канаде. Даже в названии фильма слово «необрезанный» говорит об отсутствии цензуры, чем и воспользовались Стоун и Паркер. Фильм изобилует ругательствами и содержит такие песни, как «Мамаша Кайла — сука» и «Дядеёб» (в оригинале «Uncle Fucka»).
На телевидении, несмотря на запрет слова «fuck», создатели сериала также издеваются над любителями цензуры (к примеру в эпизоде «Le Petit Tourette» это слово сказано без цензуры). Так, в серии «Большая общественная проблема» был поставлен рекорд по количеству ругательств: слово «shit» (с англ. — «говно») прозвучало без купюр 162 раза. Серия шла 22 минуты, так что в среднем слово было произнесено один раз каждые 8 секунд (каждое произнесение слова отсчитывал специальный счётчик на экране). В серии «Извинения перед Джесси Джексоном» слово «ниггер» было произнесено 42 раза. Это стало ответом на предложение о символическом запрете слова «ниггер» в Нью-Йорке. В другом эпизоде 11 сезона, «Le Petit Tourette», в сериале впервые прозвучало без биппера слово «kike» (русский аналог — «жид»), а также многократно использовались всевозможные другие ругательства и эвфемизмы.
Но обсценная лексика — далеко не единственная причина, по которой сериал подвергается цензуре. Постоянные насмешки над религией вызывают едва ли не большее количество протестов и запретов.

### Саентология
В ноябре 2005 года вышла серия «Застрявший в чулане», высмеивающая Церковь сайентологии и её знаменитых последователей, Тома Круза и Джона Траволту. В этом эпизоде саентологи объявляют Стэна новой инкарнацией Рона Хаббарда, а Том Круз запирается в чулане, так как Стэн не стал хвалить его актёрское мастерство. (В США фраза «выйти из чулана» часто означает признание гомосексуалом своей альтернативной сексуальной ориентации.)
Газета Los Angeles Times окрестила скандал вокруг этой серии «Closetgate». Comedy Central отменила повторный показ серии 15 марта 2006 года в последний момент (хотя с тех пор серия всё же была показана неоднократно). Предположительно, Том Круз угрожал компании Paramount отказом от съёмок в фильме «Миссия невыполнима 3» в случае повторного показа эпизода (у Paramount и Comedy Central общий хозяин — Viacom). Представители «Paramount» и Круза отрицают эти догадки, но газета The Independent пишет, что «никто не верит ни единому их слову».
Саентологи известны частыми судебными исками, подаваемыми против «неугодных» им. В конце эпизода Стэн провокационно предлагает сайентологам попробовать подать на него в суд, а затем начинаются титры, в которых все имена заменены на «Джон Смит» и «Джейн Смит». Однако, несмотря на скандальные слухи, иска не последовало. Паркер и Стоун после всего произошедшего опубликовали письмо со словами «Ну что же, саентология, ЭТОТ бой ты, может, и выиграла, но миллионы лет битвы за Землю только начались! (…) Сегодня ты нам помешала, но твои жалкие попытки спасти человечество обречены! Слава Зиню!!!» Позже эпизод был номинирован на «Эмми» в категории «Лучшая анимационная программа, продолжительностью менее одного часа».
Кроме того, саентология пародируется в сериях «Суперлучшие друзья» и «Возвращение Шефа», хотя прямо название религии и не называется. В «Суперлучших друзьях» фигурирует выдуманный культ «Блейнтология», берущий с верующих деньги, претендующий на налоговые льготы и заставляющий обычных людей считать себя несчастными; в «Возвращении Шефа» авторы возвращаются к событиям вокруг «Застрявшего в чулане».

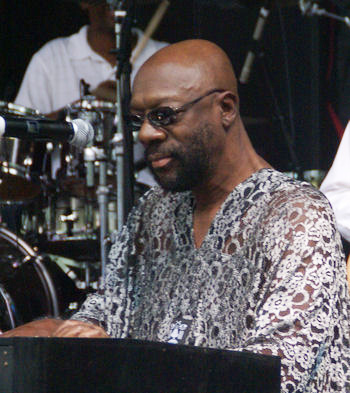
Айзек Хейз

Айзек Хейз, озвучивавший Шефа, поддерживавшего друзей в ходе сериала, неожиданно покинул шоу после выхода серии, высмеивающей саентологию. Хейз был сайентологом, и ушёл по причине отсутствия толерантности у создателей сериала. Мэтт Стоун по этому поводу сказал, что у Хейза не возникало подобных проблем за долгие годы высмеивания христианства. Создатели решили убить персонажа Хейза вместо переозвучивания, а заодно и ещё раз задеть саентологию, что и было сделано в серии «Возвращение Шефа»; в ней саентология сравнивается с клубом путешественников-педофилов, совершающих ужасные поступки ради идиотской цели, выдуманной основателем их общества. В конце серии Кайл говорит, что он будет помнить Шефа таким, каким он был, и надо винить не Шефа, а «клуб, заморочивший ему голову». С момента ухода из шоу Хейз ни разу не пообщался с Паркером и Стоуном. Хейз умер 10 августа 2008 года, не перенеся повторного инсульта.

### Католицизм
В декабре 2005 года Лига католиков США выразила протест против серии «Кровавая Мэри», так как в ней статуя Девы Марии кровоточила из анального отверстия. Положение усугублялось тем, что премьера эпизода состоялась 7 декабря, в канун католического праздника Непорочного зачатия Девы Марии. Организация объявила о своей победе после того как Comedy Central добровольно отменила очередной показ серии, приходившийся на христианский праздник. В Новой Зеландии канал C4 отложил показ серии после выступлений католических епископов, призывавших к бойкоту канала. В результате протестов популярность серии возросла на 600 %. С тех пор серия была повторно показана и на Comedy Central. В Австралии канал SBS «отложил» показ эпизода, в то же время эпизод был показан каналом The Comedy Channel. В России серия не была показана MTV. В феврале 2006 года власти Филиппин угрожали запретить шоу, так как оно оскорбляет чувства католиков. Тем не менее, показ сериала продолжается.
Кроме того, против показа сериала в России неоднократно выступали протестанты-пятидесятники. Следствием этого, в частности, было признание одной из серий экстремистской, вынесенное Басманной межрайонной прокуратурой Москвы. Однако, канал «2x2» заявил, что не собирается прекращать показ сериала.

### Ислам

Магомет в серии «Суперлучшие друзья»

В апреле 2006 года вышли две серии, посвящённые карикатурному скандалу — «Мультипликационные войны, часть I» и «Мультипликационные войны, часть II». В конце первой части было объявлено, что вторая часть выйдет только в том случае, если Comedy Central «не струсит». Серия «Мультипликационные войны, часть II» вышла 12 апреля 2006 года. Сцена с участием пророка Мухаммеда была заменена на объявление о том, что канал Comedy Central отказался демонстрировать эту сцену (в ней Мухаммед должен был быть изображён персонажем сериала «Гриффины», на несколько секунд появляясь со шлемом в руках). В ходе серии друзья обращаются к главе телеканала с речью против цензуры; в целом темой этой дилогии является именно свобода слова.
Мухаммед присутствовал в серии «Суперлучшие друзья», вышедшей 4 июля 2001 года, и с тех пор периодически появлялся на заставке сериала; никаких протестов против этого не последовало.
Действительно, руководство канала Comedy Central решило запретить показ сцены с Мухаммедом из соображений безопасности. При этом не была запрещена сцена, в которой Иисус Христос и президент США испражняются друг на друга и на американский флаг. Этот фрагмент, по сюжету, являлся частью мультфильма, созданного «Аль-Каидой» и сделанного под руководством Аймана Завахири в качестве ответа «Гриффинам». Тем не менее, эпизод вызвал возмущение Лиги католиков США; за то, что её лидер Уильям Донахью назвал Паркера и Стоуна «маленькими шлюхами» (англ. little whores), он был спародирован в эпизоде «Чудесная пасхальная история».
Последнее появление Мухаммеда в эпизодах «200» и «201» вызвало существенную негативную реакцию со стороны мусульманской общественности. Это привело в частности к тому, что эпизод «201» содержит настолько много пиков, что смысл двухминутной речи в конце серии практически невозможно уловить. Кроме того эпизод «201» нельзя посмотреть в онлайне, вместо этого демонстрируется извинения авторов.

### Иудаизм и мормонизм
В сериале неоднократно высмеивались иудаизм и мормонизм. Кайл — иудей, а Картман — антисемит, так что нападки на иудаизм — частое явление для «Южного парка» (хотя и высказываются в основном отрицательным персонажем). Серия «Страсти жидовы» освещает противоречия вокруг фильма Мела Гибсона «Страсти Христовы»: Кайл, еврей по национальности, после просмотра фильма решает, что его нация действительно виновата в мучениях Христа, и пытается заставить прихожан синагоги Саут-Парка принести за них извинения. Однако к финалу серии выясняется, что Гибсон — невменяемый фанатик-извращенец, и даже Картман («Страсти Христовы» являются одной из опор его антисемитизма) разочаровывается в нём.
Мормонам посвящена отдельная серия, «Всё о мормонах», в которой их религия всячески высмеивается и представлена очень глупой и спорной. Неоднократно в сериях было показано, что в рай попадают только мормоны (таким образом иллюстрируется нелепость задачи выбора между разными версиями христианства). Тем не менее, в серии «Всё о мормонах» в финале мальчик-мормон по имени Гэри высказывает мнение, которое, судя по всему, принадлежит самим создателям сериала — о том, что, если людей, верящих во что-то, это делает счастливым, то умный человек должен быть способен понимать и уважать это. Кайл Маккалох, озвучивший Гэри, является мормоном.
Представители обоих сообществ не высказывались по поводу содержания серий.

### Права геев
Сериал равно ироничен и к чрезмерным борцам за права сексуальных меньшинств и к ярым гомофобам, показывая их в стандартном для «Южного парка» гротескном стиле. Ирония в том, что главный противник гомосексуалов в сериале — мистер Гаррисон, латентный гомосексуал, ставший затем открытым гомосексуалом, а затем — транссексуалом по имени миссис Гаррисон. Вдобавок, в конечном итоге миссис Гаррисон становится лесбиянкой, а затем, после осознания невозможности рожать детей, — вновь мужчиной. Насмешливое изображение пертурбаций данного персонажа свидетельствует об иронии в адрес гомосексуалов. В серии «Следи за яйцом!» однополые браки объявляются «слишком оскорбительными», но школьный эксперимент доказывает, что однополые пары способны растить детей, несмотря на все усилия миссис Гаррисон. В результате по сюжету мультфильма однополые браки официально разрешаются в штате Колорадо. В серии «Бой калек» утверждается, что не надо было не только заставлять бойскаутов Америки принимать на работу геев, но и бойскаутам Америки не надо было пытаться увольнять гомосексуалов. В эпизоде было показано, что гомосексуальность не влияет на склонность к педофилии. Ранний эпизод «Большой Эл-гомосек и его гомояхта» посвящён критике гомофобов и был номинирован на награду Альянса геев и лесбиянок против клеветы (GLAAD).
В то же время, метросексуалы подвергаются критике в серии «Голубой Саут-Парк».

### Экология
В сериале критикуется шумиха вокруг проблемы глобального потепления.
- В серии 1999 года «Джунгли-Шмунгли» активистка-эколог, которую озвучила Дженнифер Энистон, попадает в джунгли и выясняет, что они ей категорически не нравятся.
- В серии 2001 года «Терренс и Филлип: обратная сторона успеха» группа экологов пытается промыть людям мозги, чтобы те начали заботиться об окружающей среде. Они берут Кенни в заложники и начинают отрубать от него кусочки, чтобы заставить друзей организовать выступление Терренса и Филлипа на фестивале в поддержку экологии.
- В серии 2004 года «Клизма и дерьмо» «петовцы» предстают природными маньяками, которые женятся на животных (гибрид человека и страуса стонет «Убейте меня») и пренебрежительно относятся к себе подобным.
- В серии 2005 года «За два дня до послезавтра» высмеивается предположение, что причиной ураганов является глобальное потепление. Вся серия — пародия на фильм «Послезавтра».
- В серии 2006 года «Угроза самодовольства!» владельцы гибридных автомобилей настолько горды собой, что в результате сами источают опасные выхлопы. Тем не менее, в серии была отмечена и важность использования гибридных машин.
- В эпизоде 2006 года «Челмедведосвин» посвящён Альберту Гору и его борьбе с глобальным потеплением. Гор показан невменяемым мошенником, старающимся поймать выдуманного им челмедведосвина, чтобы привлечь к себе внимание.

Также в сериале неоднократно появляется общество «Люди за этичное обращение с животными» (PETA).

### Политика
В сериале регулярно упоминаются или высмеиваются различные политические идеи, политические деятели.
В «Южном парке» неоднократно появлялся президент США: 2 раза — Билл Клинтон, 8 раз — Джордж Буш, отдельный эпизод «О прошлой ночи» был посвящён президентским выборам в США 2008 года, в котором были спародированы основные претенденты на этот пост — победивший в итоге Барак Обама и Джон Маккейн; также в 20-м и 21-м сезонах президентом является мистер Гаррисон, пародирующий Дональда Трампа. В серии «Освободите Виллзиака» был спародирован второй президент России Владимир Путин и члены российского правительства того времени (среди сидящих рядом с ним легко узнаются Михаил Фрадков и Герман Греф); также Путин появляется в эпизоде 21-го сезона «Приквел франшизы». В эпизоде «Мандомба» появилась королева Великобритании Елизавета II, причём в финале серии она покончила с собой выстрелом в рот после того, как провалилась её неудачная попытка с помощью британского флота захватить США. Открытой реакции со стороны британского правительства на этот сюжет не последовало; обозреватель газеты «Таймс» Мартин Сэмюэль отметил, что королева была спародирована не очень зло (в этой же статье была дана высокая оценка уровню сатиры в «Южном парке», в особенности дилогии «Мультипликационные войны»). Многие мировые лидеры были спародированы в серии «Дерби соснового леса».

## Критика
Вследствие провокационного характера многих эпизодов шоу оно часто подвергается серьёзной критике со стороны людей, считающих её оскорбительной. Так, сопутствующие материалы сериала (в особенности футболки) были запрещены к ношению в целом ряде школ и других публичных местах. Эта проблема напоминает аналогичный запрет на майки с Бартом Симпсоном из «Симпсонов» в начале 1990-х. Распространено мнение о том, что шоу является безвкусным и бессмысленным; некоторые критики и даже поклонники сериала называют юмор «Южного парка» «сортирным», хотя сами создатели шоу с этим не согласны. К примеру, американская консервативная медиаорганизация Родительский совет по вопросам телевидения (англ. Parents Television Council) подвергла «Южный Парк», а также другие шоу Comedy Central (The Sarah Silverman Program и Halfway Home) критике за «чрезмерно вульгарное содержание» и «безвкусность».
Среди тех эпизодов, которые были подвергнуты особой критике:
- «Большая общественная проблема» — за чрезмерное использование слова «shit»[154].
- «Правильное использование презерватива» — за изображение преподавания сексуального воспитания у маленьких детей[155].
- «Мультипликационные войны, часть II» — за изображение дефекации Иисуса Христа[156].
- «Извинения перед Джесси Джексоном» — за чрезмерное использование эпитета «nigger»[157].

С момента начала выхода 11 сезона практически каждую неделю Совет объявлял очередной эпизод в качестве «Худшей кабельной программы недели» (англ. Worst Cable Content of the Week). Ранее в том же качестве выбирались эпизоды «Миллион маленьких волокон» и «Извинения перед Джесси Джексоном».

## Сопутствующие материалы
Выходит немало продукции, так или иначе связанной с сериалом. В частности, это игрушки, видеоигры, пинбол, альбомы, книги.

### Дополнительные «эпизоды»
Помимо набора всех эпизодов вместе с двумя «Духами Рождества» и полнометражным фильмом, существует также целый ряд небольших фрагментов и сценок с участием героев сериала, которые были сделаны той же командой, но не вошли в официальный перечень эпизодов. Тем не менее, эти фрагменты широко распространены в Интернете и представляют интерес для фанатов. Среди них:
- новогодние отсчёты (персонажи сериала отсчитывают секунды до нового года), демонстрировавшиеся на Comedy Central в 1998, 1999 и 2000 годах.
- шутка «Аристократы», рассказанная Картманом на автобусной остановке. Создатели сериала сами не помнят, зачем этот ролик был сделан, но он получил широкое хождение в Интернете[160]. «Аристократы» — культовая вульгарная шутка[161], и она является любимой шуткой Трея Паркера[162]. В 2005 году вышел документальный фильм, посвящённый шутке, в котором принял участие Паркер[163].
- сценка с появлением в третьем классе Джея Лено. Она была показана в шоу Джея Лено The Tonight Show 20 ноября 1997 года[164]. Во фрагменте Джей Лено пытается рассказать детям об истории Дня благодарения, но те смеются над его подбородком; в итоге тот сердится, убивает Кенни и улетает. Этот фрагмент имеет рейтинг 8,1 («замечательно») на сайте TV.com[165].
- скетч «Мёртвый друг» (англ. Dead Friend Sketch) — вариация на тему легендарного скетча Монти Пайтон «Мёртвый попугай». В оригинальном скетче к продавцу зоомагазина приходит покупатель с претензиями, утверждая, что купленный им попугай мёртв. Здесь к продавцу (Кайл) приходит покупатель (Картман), утверждая, что он купил мёртвого друга (Кенни); скетч прерывается реальной съёмкой Паркера и Стоуна, которые объясняют, что похитили мать Терри Гиллиама, чтобы он делал за них новые эпизоды «Южного парка». Этот фрагмент был сделан в 1999 году для презентации «Пайтонов» на BBS и вошёл на DVD-сборник The Life of Python[166].

Главные герои и Джон Траволта в сценке «The Gauntlet»

- известная как «The Gauntlet» сценка для церемонии Кинонаград MTV 6 сентября 2000 года[164]. В этом эпизоде пародируется фильм «Гладиатор» — мистер Мэки отправляет мальчиков в древний Рим, где те сражаются с гладиаторами, пока их не спасают саентологи во главе с Джоном Траволтой (это отсылка и к фильму «Поле битвы: Земля»)[167]. Этот эпизод стал первой полноценной пародией на сайентологию в «Южном парке», за несколько лет до нашумевшего «Застрявшего в чулане».
- сценка-интро была создана специально для выступления культовой рок-группы Rush и открывает песню «Tom Sawyer». Мальчики представлены в виде своей группы, репетирующей в гараже и называющийся «Lil' Rush». Картман начинает петь, но путает текст песни с содержанием другого романа — «Приключения Гекльберри Финна».
- небольшие сценки для церемоний: CableACE Awards (15 ноября 1997), The 12th Annual American Comedy Awards (16 марта 1998), «Эмми» (1999 и 2006).
- видеоклипы: «O Holy Night» в исполнении Картмана и «O Little Town of Bethlehem» в исполнении Неда и Джимбо (они вошли на DVD-бокс с первым сезоном шоу), два клипа на песни с альбома Chef Aid, а также музыкальная программа Chef Aid: Behind The Menu, пародирующая серии VH1 Behind The Music и вошедшая на DVD South Park: The Chef Experience[168].

### DVD-издания
Впервые «Южный Парк» был издан на DVD в 2000—2001 годах в Европе; с 2002 года он издаётся в США. На настоящий момент полностью изданы на DVD 11 из 14 сезонов сериала, а также полнометражный фильм. Помимо бокс-сетов с эпизодами по сезонам, выпускаются и спецвыпуски — например, рождественский («Christmas Time in South Park»), посвящённый Шефу («The Chef Expirience»), посвящённый Тимми («Timmy!»); в марте 2008 года был выпущен DVD с трилогией «Воображляндия» из 11 сезона.
К изданию первого сезона на DVD прилагались комментарии Трея Паркера и Мэтта Стоуна к каждому эпизоду. Однако в дальнейшем они сочли, что им нечего сказать о каждом эпизоде в течение 20 минут; ко второму сезону комментарии не были записаны вообще, а начиная с третьего и до настоящего времени стал использоваться формат «мини-комментариев» длиной 3-5 минут. Кроме того, к эпизодам первого и (частично) второго сезонов для DVD были сняты шуточные вступления с участием Паркера и Стоуна. На ряд DVD вошли бонусы — помимо небольших роликов, это первая версия пилотного эпизода «Картман и анальный зонд» и документальный фильм Goin' Down South Park.

### South Park Studios
South Park Studios — http://southparkstudios.com Архивная копия от 12 июля 2014 на Wayback Machine — официальный сайт сериала. На нём размещается целый ряд материалов, связанных с сериалом, — в частности, это описания эпизодов, иллюстрации, видео- и аудиофрагменты для скачивания, описания персонажей и эпизодов сериала. За несколько дней до выхода нового эпизода на South Park Studios появляется его анонс, обычно сопровождающийся иллюстрацией и иногда видеотизером. Важной и информативной частью сайта является раздел FAQ, в котором участник или участники процесса работы над сериалом отвечают на вопросы, которые можно задавать на сайте. Одной из основных задач сайта является продвижение материалов, связанных с сериалом, в сеть и на мобильные телефоны. Трей Паркер и Мэтт Стоун получают 50 % дохода от рекламы, размещаемой на сайте. В месяц на сайт заходит более миллиона посетителей.
В марте 2008 года, одновременно с началом выхода 12 сезона сериала, сайт кардинально поменял свой дизайн; кроме того, на нём были выложены в свободном доступе все сезоны сериала для просмотра онлайн.

### Игры
К сериалу было выпущено несколько видеоигр:
- South Park. Была выпущена 21 декабря 1998 года. Шутер от первого лица, выпущен для PC, Nintendo 64 и Sony PlayStation.
- South Park Rally. Была выпущена 8 ноября 1999 года. Гоночная видеоигра, в которой можно управлять одним из 8 возможных персонажей.
- Chef’s Luv Shack. Была выпущена в 1999 году для Sega Dreamcast, PlayStation, Nintendo 64 и PC[172]. Эта игра добилась определённой популярности благодаря значительному количеству скрытых «мини-игр» и дополнительных квестов[173].
- South Park Let's Go Tower Defense Play!. Игра в жанре «Башенная защита», выпущенная 7 октября 2009 года для приставки Xbox 360.
- South Park: Tenorman's Revenge. Игра в жанре платформера, выпущенная 30 марта 2012 года для приставки Xbox 360.
- В декабре 2011 года была анонсирована игра South Park: The Stick of Truth[174]. Это ролевая игра, разработанная Obsidian Entertainment для PC, PS3, Xbox 360. Игра вышла 4 марта 2014 года[175]
- South Park: The Fractured but Whole. Игра в жанре RPG, сиквел South Park: The Stick of Truth. Релиз игры состоялся 17 октября 2017 года[176].
- South Park: Phone Destroyer. Это free-to-play игра, сочетающая элементы жанров стратегии в реальном времени и коллекционной карточной игры, разработанная RedLynx и опубликованная Ubisoft. Вышла на iOS и Android 9 ноября 2017 года[177].

Также в 1999 году компанией Sega Pinball был выпущен пинбол на основе сериала. Он стал последним пинболом, выпущенным Sega.

### Игрушки
По мотивам сериала было выпущено две линии игрушек, более популярной и качественной из которых является линия компании Mezco. В данный момент вышло 4 серии компании Mirage и 6 — Mezco; во многих игрушках, особенно Mezco, присутствуют съёмные или дополнительные детали и аксессуары (к примеру, к игрушке Шефа прилагаются альтернативные руки, лопатка для стейков, поднос и солёные шоколадные яйца).

### Книги
Первой среди посвящённых сериалу книг была выпущена книга Брайана Си Андерсона South Park Conservatives: The Revolt Against Liberal Media Bias. Однако, в книге сериал затрагивался лишь боком; она была посвящена исследованию политической позиции СМИ и освещению в массмедиа консервативных политических взглядов.
1 декабря 2006 года была выпущена книга Роберта Арпа South Park and Philosophy: You Know, I Learned Something Today; с помощью анализа сериала и его влияния в современной поп-культуре в книге рассматриваются различные философские вопросы, взгляды известных философов через призму сериала, анализируется влияние «Южного парка» на поп-культуры и то, какие именно реальные события и проблемы послужили основой для того или иного эпизода. 8 марта 2007 года вышло логическое продолжение этой книги — South Park and Philosophy: Bigger, Longer, and More Penetrating под редакцией Ричарда Хэнли; в целом эта книга развивала идеи первой части. Самим Хэнли в интервью было отмечено, что он решил проанализировать с философской точки зрения именно «Южный Парк» ввиду того, что каждая его серия отличается отсутствием ограничений, выходом за границы допустимого. Среди вошедших в книгу статей — эссе о Кенни, озаглавленное «Убийство Кенни: наша ежедневная доза смерти».
Также в 2007 году австралийский исследователь Тони Джонсон-Вудс выпустил книгу Blame Canada (названную в честь песни из полнометражного фильма), в которой сериал также подвергся философскому анализу с использованием идей Михаила Бахтина.

## Цензура
Как правило, сериал при показе по Comedy Central имеет ограничительный рейтинг TV-MA (не рекомендовано до 17 лет, отдельные эпизоды, например, «Le Petit Tourette», «Воображляндия, эпизод II» и «Новчало» — получили более строгие ограничения). Тем не менее существуют специальные — отредактированные — версии сериала для показа на локальных телеканалах по всему США с рейтингом TV-14 (отредактированная версия серии «Большая общественная проблема» имеет ограничение TV-MA); эти версии начали производиться 19 сентября 2005 года.
В сериале практически всегда запикиваются грубые ругательства — к примеру, существует всего 5 эпизодов, где не запикано «shit», и ни одного, где не запикано «fuck». Версий без цензуры для большинства эпизодов не существует, поскольку копии эпизодов отсылаются телеканалу уже с запиканными ругательствами. Однако ожидается, что ещё не выпущенный DVD-бокс с 11 сезоном сериала будет без цензуры; есть даже некоторые шансы на переиздание без цензуры предыдущих сезонов.
В России на телеканале MTV не были показаны эпизоды «Кровавая Мэри», «Самопроизвольное возгорание» и «Страсти жидовы», вероятно из-за религиозного контекста. Примером политической цензуры является вырезанная из серии «Освободите Виллзиака» сцена с участием Владимира Путина и нескольких министров.
После выхода серии «Браслет для аплодисментов» депутат Госдумы РФ от партии ЛДПР Владимир Деньгин, являющийся членом Комитета Госдумы по информационной политике, информационным технологиям и связи, предложил запретить трансляцию данного мультсериала в России. Он выступил против использования образа Христа, поддерживающего освобождение участниц группы Pussy Riot, а также нашёл в эпизоде унижение русской православной церкви.

## Влияние на культуру
За время своего существования «Южный Парк» успел стать не только успешным сериалом, но и своего рода поп-культурным феноменом; такие персонажи, как Картман, Кенни, Тимми, Полотенчик, многие фразы, детали и фрагменты тех или иных эпизодов стали важнейшей частью поп-культуры. Влияние «Парка», по мнению ассистента продюсера шоу Майка Макмэхона, нередко можно усмотреть в вещах, не имеющих никакого отношения к поп-культуре или анимации. Существует несколько особенно характерных примеров подобного влияния.

### Смерть Кенни
Регулярно происходящее в сериале убийство Кенни и следующая за ним фраза «О боже мой! Они убили Кенни! — Сволочи!» стала, возможно, самым известным признаком сериала и завоевала огромную популярность. В списке ресурса TV Land «100 величайших ТВ-цитат или крылатых фраз» реплика об убийстве Кенни заняла 35-е место. Немалую популярность получил случай, когда на бойцовском чемпионате Ultimate Fighting Championship победивший Кена Шемрока Тито Ортис сделал себе майку с надписью «Я убил Кенни, сволочь!».

### Защита Чубакки
«Защита Чубакки» — это коронный адвокатский приём Джонни Кокрана в эпизоде «Южного парка» «Шефская помощь». Суть этого хода заключается в том, что сначала адвокат рассказывает о легендарном персонаже «Звёздных войн» — Чубакке — как о представителе вселенской фауны, рассказывает о том, где он обитает, и приходит к парадоксу о том, что Чубакка, хотя и не является эвоком, живёт на Эндоре. После этого адвокат заявляет, что, так как странное местожительство Чубакки бессмысленно и не имеет никакого отношения к делу, то, значит, всё это судебное заседание не имеет смысла, следовательно, подзащитный невиновен. «Защита Чубакки» является пародией на защиту Кокраном О Джей Симпсона, доведённую до абсурда юридическим доказательством от противного.
Информационное агентство «Ассошиэйтед Пресс» назвало пародийную «Защиту Чубакки» одной из вещей, благодаря которым Кокран стал заметной фигурой в поп-культуре. Выражение «Защита Чубакки» стало расхожим: в статье об исследованиях ДНК его использовал криминалист Томас О’Коннор, а юрист Эрин Кеннеалли написал статью об опровержении защиты Чубакки с научной точки зрения. Термин «защита Чубакки» использовался в политической аналитике: Эллис Вайнер написал статью, в которой сравнивал критику Динешем Д’Сузой избрания спикером Палаты представителей США Нэнси Пелози с защитой Чубакки.

### Саут-Парк-республиканец

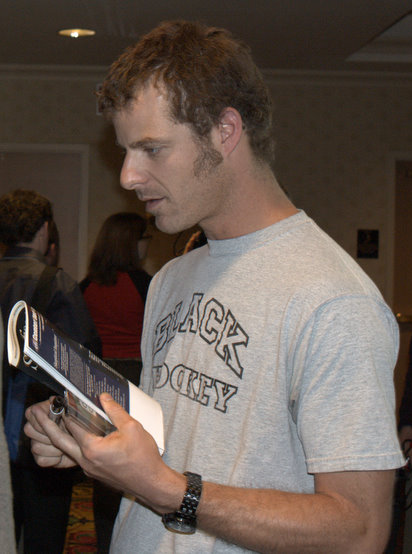
Мэтт Стоун в 2007 году

Саут-Парк-республиканец (англ. South Park republican) — термин, который стал популярен в сетевых блогах и в Интернете в целом в 2001—2002 годах для обозначения поколения молодых людей и подростков, чьи политические воззрения сформированы на основе сатирических характеристик, использовавшихся в сериале. Фраза была придумана комментатором Эндрю Салливаном, который назвал себя «Саут-парк-республиканцем», узнав, что создатели шоу объявили себя республиканцами на какой-то церемонии. На самом деле только Мэтт Стоун был членом республиканской партии, а Трей Паркер — либертарианской, и в августе 2006 года они заявили, что испытывают некоторый дискомфорт по поводу популярности термина и что их взгляды ближе к либертарианским. После этого интервью в журнале Reason была опубликована статья «Саут-Парк-либертарианцы» (англ. South Park Libertarians). В 2007 году в интервью журналу Rolling Stone Паркер и Стоун охарактеризовали ярлык «Саут-парк-республиканец» как «тупой».

### Пародиина«Южный Парк»
«Южный Парк» первоначально задумывался как пародийный сериал. Дополнительным аргументом в пользу популярности сериала можно считать появление пародий на него. Примером является комедийный аниме-телесериал 2006—2007 года премьеры, Negima!?. В нём в конце 20-й серии, после закрывающей заставки с титрами и анонса следующей серии демонстрируется отдельно стоящая сценка с подзаголовком «Sayo's Park» (яп. さよスパーク Саёсу па:ку, Парк Саё). Саё — имя одной из героинь Negima!?. Сценка выполнена в нехарактерном для остального аниме-телесериала стиле, приближённом к оригинальному «Южному парку» в плане стилизации, анимации, озвучивания, построения кадра и тому подобного.
В анимационном сериале FLCL есть несколько сцен, отрисованных в стиле Южного Парка.
Другой пример — это Babylon Park, пародия на научно-фантастический сериал «Вавилон-5» с персонажами, выполненными в стиле «Южного парка», которая была придумана в 1998 году Кристофером Руссо. Не считая самой первой четырёхминутной короткометражки, всего было выпущено 3 эпизода, последний из которых «Spoosade versus Forager» также представляет пародию на сериалы «Крестовый поход» (англ. Crusade, продолжение «Вавилона-5») и «Звёздный путь: Вояджер».
В этой анимационной пародии у каждого из героев есть свой реальный прототип, а взаимоотношения между ними во многом обыграны ситуациями, возникающими с персонажами «Южного Парка». Поведение персонажей в точности соответствует их характерам — так, например, посол Г'Кар назван Г’Каем, который постоянно вынужден реагировать на колкости посла Центавра Лердо Мартмана (Эрик Картман), а начальник службы безопасности никак не может помочь в ситуации, когда на станцию напали Тени, предлагая обращаться к своему заместителю, мистеру Шляпе. Когда в одном из эпизодов они пожирают персонажа посла Коша, звучит коронная фраза всего мультфильма: «Боже мой, они убили Коши! — Сволочи!». Терренс и Филлип представлены здесь другим известным комическим дуэтом — Рибо и Зути, и в свою очередь являются пародией на их юмор. В образе Шефа появляется создатель «Вавилона-5» и его автор — Дж. Майкл Стражинский.
В другом эпизоде под названием «Frightspace» встречаются явные аллюзии к творчеству Г. Ф. Лавкрафта — по аналогии с фильмом «Вавилон-5: Третье пространство», снятым в той же стилистике, где история начинается с попадания на станцию древнего артефакта, дрейфующего в гиперпространстве: появление Ктулху (здесь: божества, которому поклоняется раса Пак’ма’ра); Ньярлатотепа, пришедшего из «звёздных врат», порождая хаос и разрушения; инкубов и прочих чудищ.
Сериал озвучивали реальные актёры, снимавшиеся в сериале «Вавилон-5»: Джеффри Уиллерт, Патрисия Толлмен в роли Литы Саламандер (телепат Лита Александер) и Робин Аткин Даунз. Он также характеризуется наличием чёрного юмора и ненормативной лексики.
В «Симпсонах» в серии «Bart of War» Барт и Милхаус смотрят «Южный Парк».
YouTube канал «Ворон» выпускает мультсериал-пародию на игру S.T.A.L.K.E.R. Тень Чернобыля «Южный Сталкер».

## Награды
- «Южный Парк» был неоднократно номинирован на «Эмми» (в 1998, 2000, 2002, 2004, 2005, 2006, 2007, 2008 и 2009 годах). Шоу выигрывало награду 5 раз — в 2005 году за серию «Лучшие друзья навсегда», в 2007 — за эпизод «Занимайтесь любовью, а не Warcraft’ом»[204], в 2008 за трилогию «Воображляндия» (10, 11 и 12 серии 11-го сезона) в категории «Выдающаяся анимационная программа длительностью более часа»[205], в 2009 за эпизод «Маргаритавилль»[206] и в 2013 за эпизод «Поднимая планку»[207].
- «Южный Парк» был номинирован на «Annie Award» в 1998 году за «Выдающее достижение среди дневных и вечерних анимационных сериалов». В том же году он был номинирован на награду GLAAD Media Awards Альянса геев и лесбиянок против клеветы) за серию «Большой Эл-гомосек и его гомояхта». В 1999 году Айзек Хейз получил «Image Award» за участие в сериале как «Выдающийся ведущий актёр в комедийном сериале»[208].
- «Южный Парк» был номинирован на «Teen Choice Award» в 2006 году как «Лучшее анимационное шоу», но проиграл сериалу «Гриффины»[209].
- Песня «Blame Canada» из кинофильма «Саус-Парк: большой, длинный и необрезанный» в 2000 году был номинирована на «Оскар» в номинации «За лучшую песню». Премию получил Фил Коллинз. Паркер и Стоун заявили, что были готовы к поражению, но только не от Коллинза; впоследствии Коллинз был спародирован в сериях «Тупое преступление Картмана 2000» и «Тимми 2000»[210]. Песню «Blame Canada» на церемонии награждения исполнил Робин Уильямс[211], причём это была первая церемония с рейтингом TV-14, в частности из-за исполнения этой песни. Другая песня из фильма, «Uncle Fucka», получила MTV Movie Award; Паркер и Стоун приняли награду, на церемонии награждения поблагодарив создателей премии, что «не номинировали Фила Коллинза».
- «Южный Парк» — единственный из продолжающихся до сих пор сериалов, получивших CableACE Award. Шоу победило в номинации «Лучший мультсериал» в 1997 году, это был последний год, когда вручалась эта награда[212].
- 5 июня 2006 года «Южный Парк» получил престижную награду для журналистов Peabody Award за «самую яркую, политически некорректную телевизионную передачу»[213].
- По результатам голосования британцев в 2006 году «Южный Парк» занял пятую строчку в списке любимых британских комедий[214].
- В 2007 году журнал «Time» включил «Южный Парк» в свой список «100 лучших телешоу всех времён»[215].